# Chế độ phụ hệ
Chế độ phụ hệ (tiếng Anh: patrilineality) là hệ thống mà hậu duệ được tính theo người cha và theo họ người cha (còn gọi là "họ nội"), được hình thành từ thời kì đá mới. Đây là hệ thống xã hội mà trong đó con người thuộc về dòng dõi người cha, liên quan đến việc thừa kế tài sản và danh hiệu.